# Alloea sparsa
Alloea sparsa är en stekelart som beskrevs av Robert A.Wharton och Chou 1985. Alloea sparsa ingår i släktet Alloea och familjen bracksteklar. Inga underarter finns listade i Catalogue of Life.